# Autóút

Autóút

Autóút vége

Az autóút: gyorsforgalmi út, kizárólag gépjárműforgalomra, külterületen két vagy több, 
belterületen négy vagy több forgalmi sávval, egy vagy – egymástól fizikailag elválasztott – két pályával. Kezdetét és végét Autóút és Autóút vége tábla jelzi.

## Autóutak főbb méretei

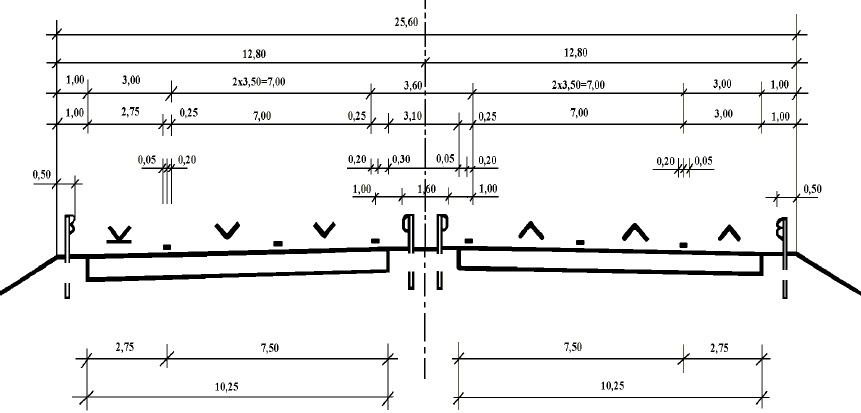
2x2 sávos autóút főbb méretei

Az irányonként két forgalmi sávos külterületi autóút főbb méretei:
- Koronaszélesség: 25,60 m
- Forgalmi sáv szélessége: 3,50 m
- Burkolatszélesség: 2x10,25 m
- Leállósáv: 3,00 m (nem kötelező)
- Középső elválasztó sáv: 3,60 m

A irányonként két forgalmi sávos belterületi autóút főbb méretei:
- Koronaszélesség: 24,10 m
- Forgalmi sáv szélessége: 3,50 m
- Burkolatszélesség: 2x10,75 m
- Leállósáv: 3,00 m
- Középső elválasztó sáv: 3,60 m

## Közlekedés az autóúton
- Vasutakat csak külön szintben keresztezhet, felül- vagy aluljáró formában.
- Gyalogátkelőhely rajtuk nem található.
- Irányonként két sávval rendelkező autóúton csak külön szintű csomópont van, és a forgalmi irányok fizikailag el vannak választva.
- Irányonként egy forgalmi sávval rendelkező úton minden keresztezés szabályozott és az autóút átmenő forgalmának elsőbbsége biztosított.
- Gépjárművek csak a forgalmi csomópontokban válhatnak ki vagy kapcsolódhatnak be az autóút forgalmába, út menti ingatlanról az autóútra felhajtani, illetve az autóútról az ingatlanra lehajtani tilos.[forrás?]

Autóúton csak olyan gépjárművek közlekedhetnek, amelyek sík úton legalább 60 km/óra sebességgel képesek haladni. Autóúton a megengedett legnagyobb sebesség az egyes gépjárműfajtákra:
| gépjármű fajtája                                                            | max. sebesség [km/óra] |
| --------------------------------------------------------------------------- | ---------------------- |
| személygépkocsi, motorkerékpár, 3,5 t-nál könnyebb össztömegű tehergépkocsi | 110                    |
| 3,5 t-nál nehezebb össztömegű tehergépkocsi, autóbusz, járműszerelvény      | 70                     |
Ha az azonos forgalmi irányban legalább két forgalmi sáv van, akkor rajtuk a párhuzamos közlekedés szabályai érvényesek.
A forgalmi okból szükséges megállást leszámítva az autóúton megállni tilos, műszaki hiba esetén is csak a leálló sávban, útpadkán szabad.

## Ideiglenes autóutak
A leendő autópálya elsőként megépült egyik pályája (a „fél autópálya”) autóútként használható. Ezen autóutak vonalvezetése, méretezése, geometriája valójában autópálya-jellegű, korlátjuk „csak” abból fakad, hogy a szembejövő forgalom karnyújtásnyira van, és a majdani leálló sáv is a folyamatos forgalomba be van vonva - ezért az ilyen autóutak kitáblázása ideiglenes jellegű, a másik fél autópálya elkészültéig tart.